# تامی و تی-رکس
تامی و تی-رکس (به انگلیسی: Tammy and the T-Rex) فیلمی است محصول سال ۱۹۹۴ و به کارگردانی استوارت رافی است. در این فیلم بازیگرانی همچون دنیس ریچاردز، پل واکر، جرج پیلگریم، تری کیسر، الن دوبین، جورج باک فلاور، شان والن، جان فرانکلین و عرفان رامیرز ایفای نقش کرده‌اند.